# Palazzo San Massimo
Il Palazzo San Massimo, conosciuto anche con il nome di Palazzo Maiuri, è un edificio con una storia millenaria, la cui denominazione è legata all'esistenza dell'omonimo monastero (e chiesa) posto proprio al suo interno.
L'edificio sorge nel quartiere, detto un tempo Plaium Montis, nella zona alta del Centro storico di Salerno. Il palazzo si articola oggi su quattro livelli.
Come si evince dai rilievi, dalla documentazione fotografica e dalle planimetrie, il complesso del San Massimo presenta un'estensione di circa 3700 m², così distribuiti: primo livello 250 m², secondo livello 1400 m², terzo livello 1300 m² e quarto livello 700 m².

## Storia

### La chiesa di San Massimo

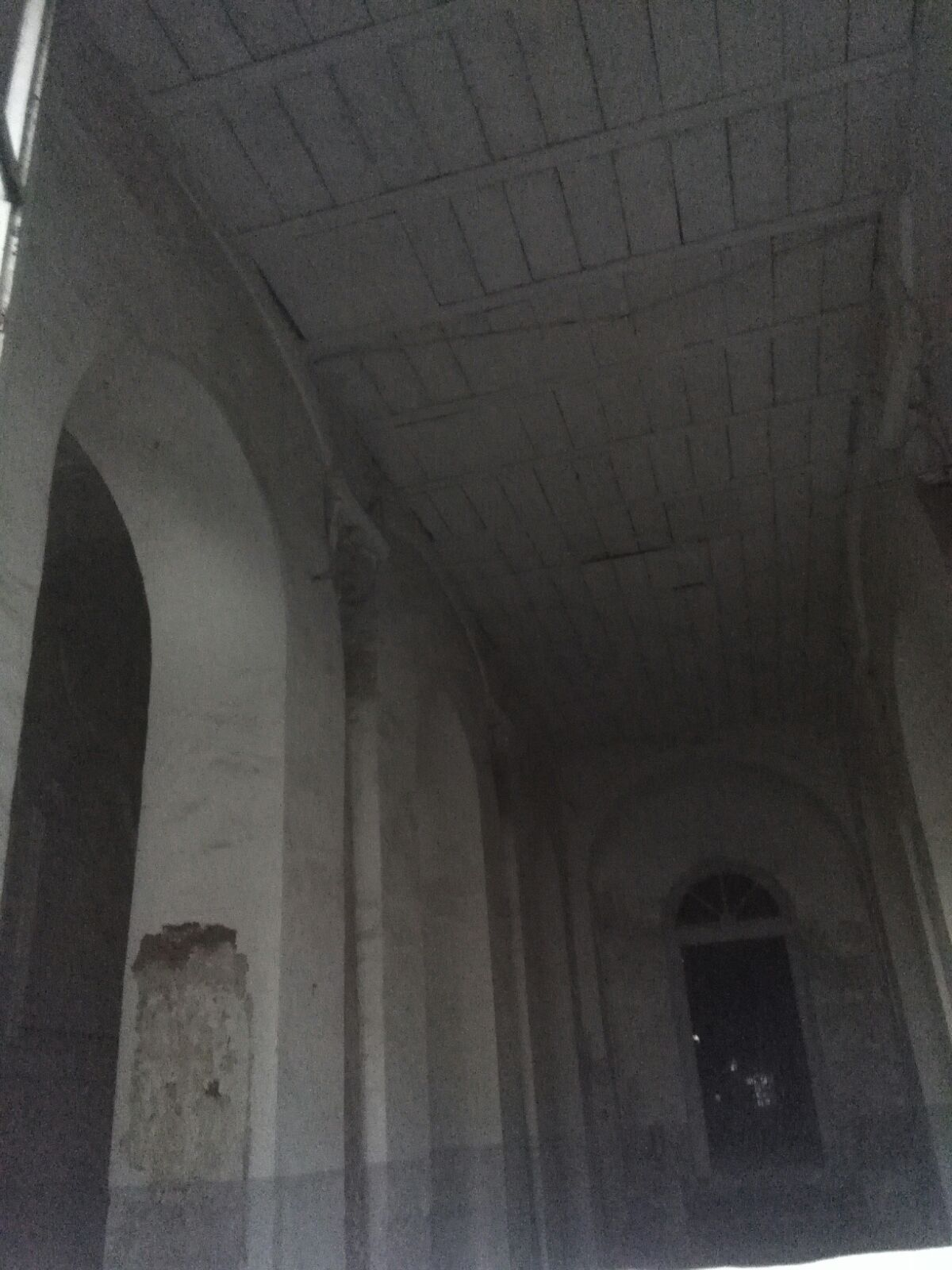
Chiesa sconsacrata del San Massimo. Le originali colonne di spoglio sono state rinforzate da pilastri. La chiesa venne adibita ad aula didattica quando il palazzo fu sede del Liceo Artistico Andrea Sabatini di Salerno

Personaggio chiave nella storia della chiesa di San Massimo fu il principe longobardo Guaiferio (861-888). Quando il breve principato di Dauferio si concluse, Guaiferio vide confluire nelle proprie mani molti possedimenti e cercò di avviare una politica di accentramento patrimoniale. Benché quasi certamente non mancarono anche fattori di ordine religioso, quelli di natura pratica diedero probabilmente il via alla fondazione della chiesa di San Massimo.
Nel Codex diplomaticus Cavensis si trova l'atto di fondazione della chiesa, risalente all'868, voluta dallo stesso Guaiferio:
Guaifero dichiarava di aver interamente costruito la chiesa di San Massimo proprio accanto alla sua casa. La famiglia del fondatore poteva accedervi direttamente attraverso un andito coperto da volta a botte, probabilmente ancora oggi esistente e le era riservata una porta secondaria, che dava in un ambiente sottostante, dove era edificato un altare in onore di San Bartolomeo. Alla morte di Guaiferio, i suoi figli poterono un po' alla volta arricchire il loro patrimonio, grazie alle numerosissime donazioni fatte alla chiesa. A conferma di quanto detto sulla fondazione di San Massimo, si deve ricordare che all'inizio del '900, in occasione di alcuni lavori di consolidamento, furono rinvenuti all'interno del palazzo due grossi blocchi di marmo. I due blocchi, ben conservati, in origine formavano un pezzo unico: di esso un estremo non fu rinvenuto. Su di essi una scritta chiaramente leggibile:
Così tradotta da Sinno: «Guaiferio principe per ispirazione divina, queste due cose costruì, le belle mura della casa» probabilmente il pezzo mancante doveva alludere alla costruzione della chiesa. L'iscrizione ha senza dubbio un grande valore e ha permesso di identificare con esattezza la posizione della chiesa. Più problematico fu, invece, stabilire la posizione delle case del principe rispetto alla chiesa.
Secondo Amarotta, esse si trovavano a nord-est mentre, secondo Ruggiero, la residenza di Guaiferio doveva probabilmente trovarsi a sud della chiesa su quella che oggi è via Trotula de Ruggero e si poteva passare dall'uno all'altra attraverso l'andito oggi coperto da una volta a botte.
Questa ipotesi è supportata dal rinvenimento di alcuni documenti cinquecenteschi e seicenteschi. Poco si conosce del periodo tra il XI e il XII secolo, certo è che al di là di un'apparente grandezza cominciavano a manifestarsi i primi segni di decadenza.
Infatti l'abate Adelferio dichiarò, in presenza del principe Gisulfo II, di trovarsi in gravi ristrettezze tant'è che chiese di vendere le terre e le case possedute dalla chiesa. Dalla lettura dei documenti cavensi, si può inoltre notare una diminuzione del numero di donazioni a favore del San Massimo: l'ultima delle quali risale al 1012. Proprio in quel periodo l'Abbazia Benedettina della Santissima Trinità di Cava andava acquistando rilievo per la sua attività religiosa non disgiunta da uno slancio di natura economica. Fu così che la chiesa di San Massimo e tutte le sue pertinenze, passarono ai benedettini della Badia di Cava, che l'amministrarono per circa mezzo millennio.
Le inedite visite pastorali del XVI e XVII secolo mostrano un progressivo stato di abbandono: la chiesa era sporca e abbandonata, non vi erano lampade, né l'acqua benedetta, ma nella visita pastorale del 1615, si cerca di porre qualche rimedio: si legge infatti che gli abati, quando la messa non veniva celebrata, dovevano tenere la chiesa chiusa e pulita. Nel 1625 si affermava che bisognava dotare la chiesa di tutto il necessario per celebrare la messa. Tuttavia, queste indicazioni non furono rispettate e nel 1620 la Badia di Cava concesse in enfiteusi la proprietà di San Massimo alla famiglia Granito.
Anche le case, come la chiesa, in quegli anni, versavano in gravi condizioni di abbandono. Da una missiva scritta nel 1580 da Horatio Cicere, un canonico salernitano, indirizzata ai Reverendi Padri della Santissima Trinità di Cava si evince che durante i cinque secoli di giurisdizione della Badia di Cava, la fabbrica non avesse mai subito alcun lavoro di restauro o di adeguamento.

### Palazzo San Massimo nel XVII secolo

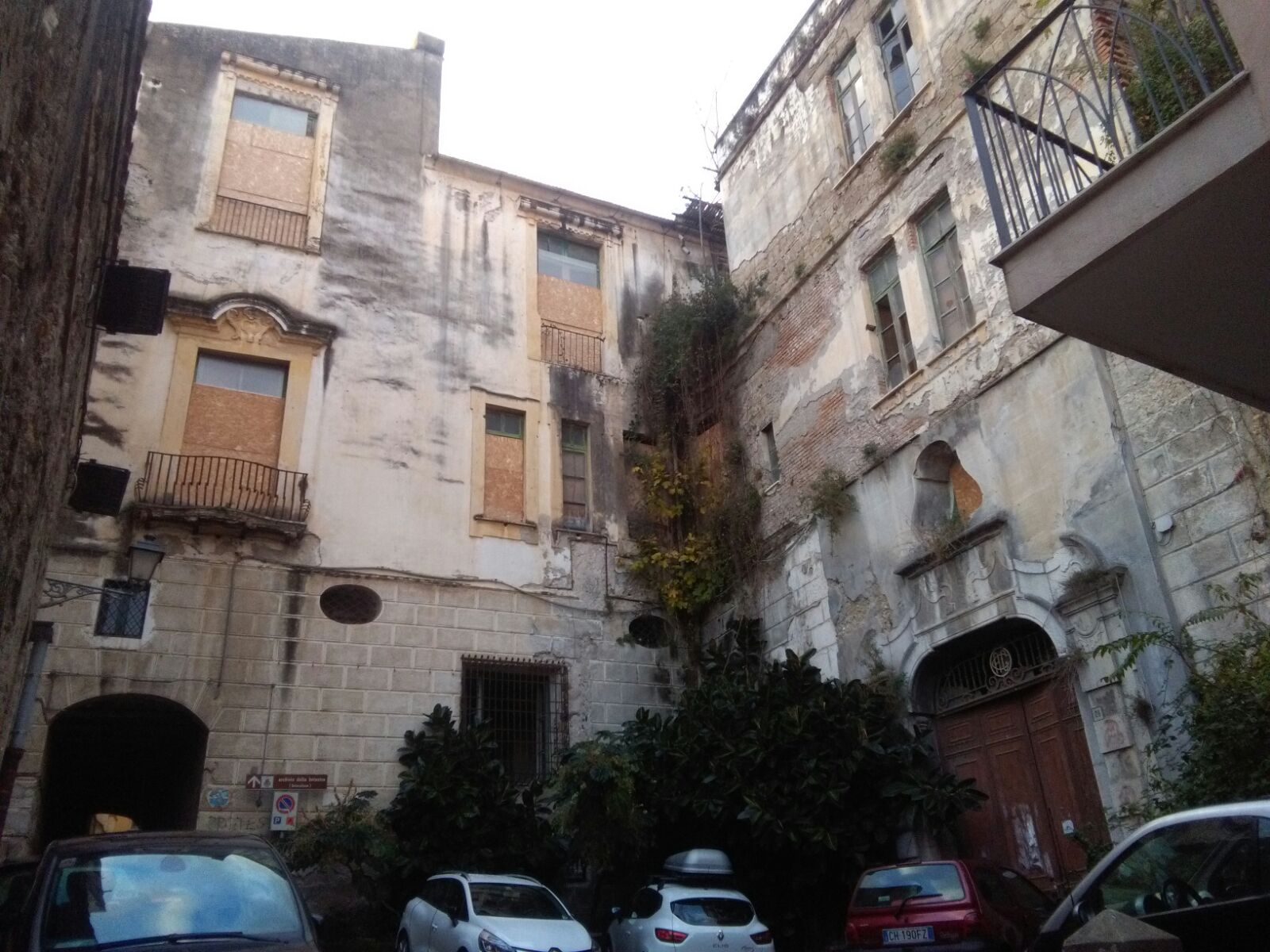
Facciata del palazzo da Largo San Massimo. Al piano terra, da destra a sinistra, sono visibili l'ex ingresso al Liceo Artistico Andrea Sabatini, la finestra della chiesa sconsacrata, e il passaggio coperto verso via Trotula de Ruggiero

Nel 1664 la Badia vendette le case e la cappella di San Massimo alla famiglia Mauro. Per la prima volta, dopo sei secoli, il complesso di San Massimo divenne di proprietà privata di una famiglia del luogo.
Del lungo atto di vendita, si evince una ricca descrizione dello stato della fabbrica a metà seicento. Si legge, infatti, che in quella data esistevano ventuno ambienti, di cui nove al piano terra, e dodici ai piani superiori. Di questi ambienti terranei, tre di essi erano coperti da volte; mentre degli ambienti al primo piano uno passava sopra la strada pubblica, e qui si fa sicuramente riferimento a quella parte di edificio che ancora oggi sovrasta il vicolo San Massimo, e gli altri possedevano un sopigno sopra ed erano coperti da tegole. Vengono citate inoltre le logge e la scala, anche se non sappiamo con certezza dove esse si trovassero. Si passa poi a descrivere la cappella, ovvero l'antica chiesa fondata da Guaiferio. All'epoca esistevano anche due giardini: uno a settentrione, confinante con i beni di Paolo da Rienzo e un altro a meridione, più piccolo, dove era presente una fontana con l'acqua corrente proveniente dal monastero di San Nicola de Palma. Tale fontana è ancora oggi esistente e si trova all'interno del giardinetto alla quota di via Trotula de Ruggero. Allegata all'atto di vendita vi è anche una pianta che, pur nella sua semplicità, ci offre delle chiare indicazioni su come doveva presentarsi il San Massimo nel Seicento.
La via pubblica, alla quota dell'attuale via San Massimo, si presentava esattamente come oggi. La cappella, con un laghetto antistante, era, invece, contornata di giardini, e non c'è alcun riferimento né al portale monumentale né allo scalone che oggi si trovano a nord di tale laghetto. Un discorso a parte merita, invece, la parte meridionale del corpo di fabbrica. Leggiamo chiaramente da questa pianta come il palazzo si sviluppasse interamente alla quota inferiore mentre non vi è invece alcun riferimento ad altri edifici nella parte superiore. L'ospizio di casa descritto da Buongiorno si presentava, in conclusione, come un palazzo che, nucleo dell'attuale, già inglobava l'antica chiesa. È dunque probabile che esso fosse sorto sulle case di pertinenza della chiesa, che nei secoli precedenti erano state proprietà della Badia di Cava.

### Le trasformazioni architettoniche nel XVIII secolo

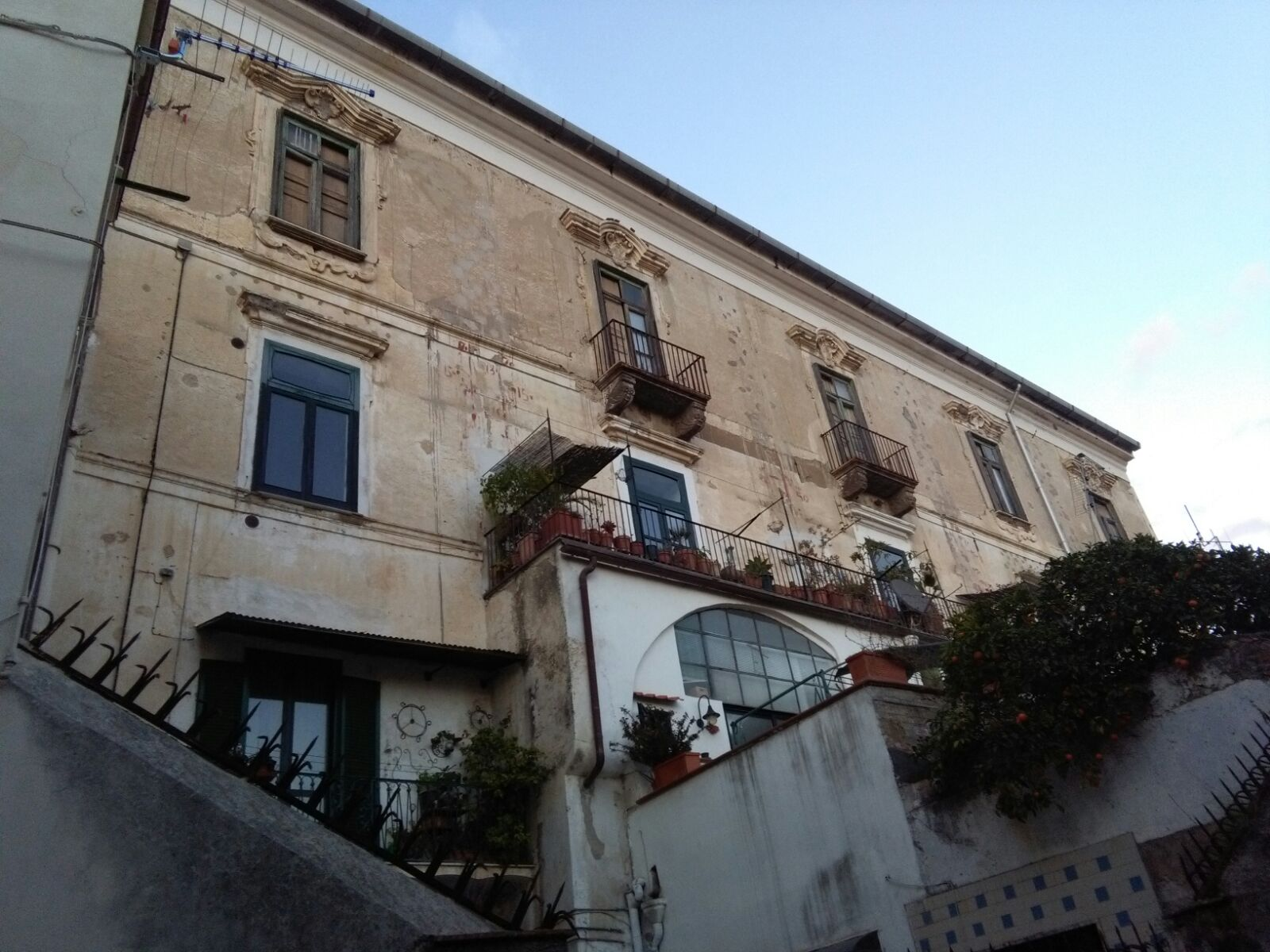
Vista del complesso da via Trotula de Ruggiero

Confuse sono le informazioni pervenute circa la situazione del complesso del San Massimo a inizio '700.
In una visita pastorale risalente al 1725 leggiamo che nella chiesa erano presenti: «… due cassette di vetro ove si conservano le reliquie de santi Massimo et Eusebio: infine detta chiesa piena ornata e decorata da un solo altare ove si sta esposto un quadro con l'effigie della Vergine e di san Michele Arcangelo e san Sebastiano. Vi è ancora un succorpo antichissimo dove al presente non si fa nessuna sacra funzione bene in detto succorpo vi è l'obligo di celebrare ogni sabato una messa …». Il documento è l'unico che cita la presenza di una cripta ad un livello inferiore, di cui però non si hanno notizie. Probabilmente si doveva trattare della stessa cripta dove, quasi mille anni prima, Guaiferio aveva posto l'altare dedicato a san Bartolomeo. Altre informazioni circa lo stato della chiesa le troviamo in una visita pastorale del 1730 in cui si parla anche della Cappella dei santi Massimo ed Eusebio mentre nel 1731 si cita il problema dell'umidità, causato dalle acque che scorrevano dalle vicine sorgenti, che affliggeva la chiesa. Nella stessa visita si chiedeva di rinforzare e imbiancare il campanile, dotandolo di una croce. Possiamo quindi affermare che a inizio '700 la chiesa di San Massimo possedeva un campanile di cui però non si hanno tracce.
Un altro documento, molto importante per la ricostruzione storica del palazzo, risale al 5 marzo 1755, in quanto registra il passaggio di proprietà dalla famiglia Mauro ai Parrilli.

### Le trasformazioni architettoniche nel XIX secolo
Del 1828 è una valutazione della chiesa, che è forse la testimonianza più complessa della storia del palazzo, in cui si parla della demolizione della cappella di San Massimo su cui però non si hanno certezze. Ad una prima lettura del documento si potrebbe essere portati a pensare che, trattandosi di una valutazione preventiva, tale demolizione effettivamente non abbia mai avuto luogo; inoltre nel documento è indicata la misura dell'intera cappella da demolirsi, tale misura corrisponde a quella attuale della cappella più gli ambienti retrostanti oggi adibiti a docce. Tuttavia, leggendo attentamente il documento, si parla di «una cappella che si è dovuta demolire», come se l'operazione fosse già avvenuta. Il 3 settembre del 1852, di fronte al notaio Gesualdo Casalbore si costituirono i signori Vairo Domenicantonio e Donna Felicia Parrilli e Donna Teresa Parrilli, per aggiudicarsi l'eredità del fu Antonio Parrilli.
L'eredità era costituita da «un palazzo con giardini, ed altri accessori sito in Salerno alla strada Dattilo, e salita Sant'Antonio, descritto e valutato in dettaglio dall'architetto Don Michele Santoro». Troviamo in questo documento ottocentesco la descrizione più accurata mai trovata fino ad ora che ha permesso di tracciare con una discreta precisione la pianta del fabbricato nel XIX secolo.
Si comincia col dare le informazioni relative alla localizzazione del fabbricato e quindi ai suoi confini: «Si compone di un vasto edificio con de giardini annessi il quale nella sua intera lunghezza da Levante a Ponente viene attraversato dalla pubblica strada e vicolo che dalla Salita Sant'Antonio comunica all'altra gradoni San Lorenzo, che in un tratto dall'edificio stesso viene sovrastato, ed insieme in due parti lo divide, una inferiore verso la strada Dattilo, superiore l'altra verso l'ospedale delle prigioni della Provincia». Già dall'introduzione ci rendiamo conto che dell'antico palazzo poco rimaneva in quanto il carattere unitario dell'edificio, che si era conservato fino al '700, da questo momento comincia a scomparire a causa del suo frazionamento: trovandoci di fronte ad un palazzo molto grande, di difficile gestione, la famiglia Parrilli probabilmente decise di vendere o di dare in fitto alcune parti del caseggiato. Questa differenziazione fra il lato meridionale e il lato settentrionale è andata crescendo fino ad oggi, al punto tale che la parte settentrionale, di proprietà del comune, giace abbandonata, mentre la parte meridionale, adibita a civile abitazione, si presenta profondamente alterata. La descrizione comincia con la parte meridionale del fabbricato, oggi abitata, di cui non è stato possibile verificare la puntuale descrizione.
Si passa poi all'«Abitazione coll'ingresso dal principale portone superiore». La descrizione, lunga e dettagliata, comincia dal portale d'ingresso e dall'androne settecenteschi. Salendo lungo lo scalone monumentale si aveva accesso all'appartamento vero e proprio dei signori Vairo e Parrilli. Qui ci troviamo nel grande salone centrale, ma non si fa ancora nessun accenno agli stemmi presenti sulle pareti; si passa poi nella: «galleria pavimentata di quadrelli, e coverta da volta a gavetta incannucciata, che ha lume da un balcone che si apre in fondo a rimpetto l'oriente con imposta, invetriata con lastre e ringhiera di ferro. Questa sala ha quattro bussole… di antica costruzione, ma decorate con dorature sulle cornici, e così ancora sull'altra cornice che ricorre alla imposta della volta. Trovasi perciò dipinta nel soffitto e né muri sul gusto antico, con sfondi, rifatti e costruzioni vedute in prospettiva». Questa stanza si presenta del tutto somigliante a come appare a noi oggi. È da notare come nell'atto del 1755, la stessa stanza era coperta da undici travi, mentre qui troviamo una volta incannucciata. Questa considerazione è stata di aiuto per poter datare all'inizio del XIX secolo tale struttura di copertura. Si passa poi in: «Una camera di compagnia col pavimento di lastrico. Il coverto si forma da una impalcatura, con incartata ed antico dipinto nel soffitto. Toglie il lume da un balcone volto a mezzogiorno, con imposta, telaio con lastre, davanzale di pietra lavorato e ringhiera di ferro». Confrontando ancora una volta questa descrizione con quella settecentesca notiamo che mentre lì si parlava di fregio ed incartata nuova qui l'incartata diventa antica a dimostrazione del fatto che sicuramente tale incartata non aveva subito alcuna variazione nel corso di quel secolo. Segue poi la descrizione delle altre camere che presentavano coperture e pavimentazioni simili. Da queste stanze si ha accesso a: «loggia si ha scoverti i lati di Oriente e Mezzogiorno con parapetti di muro, i quali guardano sulla strada Dattilo e sul cortile che da questa banda corrisponde».
Anche la loggia, già descritta nel documento del 1755, è andata perduta, al suo posto rimane un misero terrazzino asfaltato, ma che gode ancora di una superba vista. Tramite una stanzetta di passaggio, si arrivava prima nell'anticucina e poi nella cucina rivolte entrambe ad occidente. È descritta qui minuziosamente anche l'ambiente della cucina con le due dispense. Anche questi ambienti sono stati nel corso dell'ultimo secolo profondamente alterati, un esempio ne è il soffitto che da ligneo è diventato oggi laterocementizio.
Uscendo dal descritto appartamento, ci si ritrovava in un lungo corridoio che portava nel giardino ovest, che sorgeva al posto dell'attuale grande sala novecentesca. Seguendo la descrizione dell'architetto Santoro, ritorniamo nella cucina, lì vi è una piccola scaletta che porta nei locali interrati, oggi inagibili.
Non mancano anche in questo documento ampie descrizioni dei giardini, in particolare di quello a nord, oggi soffocato a est e a ovest dalle nuove costruzioni. Tutto il giardino, data l'orografia del terreno, era organizzato su più livelli, e tali livelli erano messi in comunicazione mediante piccoli sentieri. Ritornando poi alla fine della scala monumentale, proprio di fronte alla porta d'ingresso all'appartamento dei Vairo e Parrilli, vi è una fontana con acqua corrente e una gradetta che porta al piano superiore. La fontana è probabilmente la stessa che ancora oggi vediamo nello stesso luogo, ma non vi è più la semplice gradetta, perché sostituita nel '900 da una scala a doppia rampa liberty.
Da qui si passa poi al piano superiore dove erano presenti diversi appartamenti, con molti ambienti, anche se oggi è molto difficile riconoscere tali ambienti, poiché l'intero livello è stato pesantemente sovrastrutturato nei primi decenni del '900. A conclusione del percorso l'architetto descrive la cappella: essa non appariva tanto diversa rispetto ad oggi. Solo nel presente non ritroviamo più la scala a doppia rampa di accesso alla chiesa dal laghetto San Massimo. Analogamente sono state chiuse le finestre che davano verso la stessa piazza. Manca ancora oggi, rispetto alla descrizione ottocentesca, il coretto, poiché la navata centrale è stata ricoperta da un solaio latero-cementizio.

### Le trasformazioni architettoniche nel XX secolo
In una pianta della città di Salerno risalente al 1908, si nota come la configurazione planimetrica del palazzo San Massimo era ancora differente rispetto a quella attuale. Specie nella parte nord emergeva un solo edificio, mentre le zone adiacenti non erano ancora costruite.
Nel 1917 la proprietà della chiesa e del palazzo San Massimo, passava dalla famiglia Vairo al signor Luigi Maiuri. Dall'atto di vendita vengono descritti il portone, il quartino d'ingresso e la scala d'ingresso al piano nobile. Non viene invece fatta alcuna menzione dell'altra scala, posta a destra nel portone d'ingresso, che oggi porta al corpo orientale, chiara dimostrazione che tale parte del fabbricato ancora non era stata costruita. Passando rapidamente per il grande appartamento al primo piano, vengono citati i quartini presenti al secondo piano e l'unico vano presente al terzo piano. Proprio in quegli anni si stava avviando la costruzione anche dell'ultimo piano. Ancora una volta non viene citato il corpo occidentale, ma al suo posto, per la prima volta, si parla di un terreno edificabile. Negli anni venti del XX secolo il palazzo è stato adibito a scuola, ospitando prima il Convitto Genovese, di cui possiamo leggere le iniziali nella decorazione in ferro del portale, poi il Liceo Artistico Andrea Sabatini di Salerno poi il Liceo Classico Tasso.
In questi anni la struttura è stata fortemente danneggiata a causa soprattutto dell'uso improprio che ne è stato fatto. Sono stati aggiunti numerosi tramezzi in tutto il piano nobile; sono stati creati nuovi solai che hanno alterato la configurazione spaziale degli antichi ambienti, come nel caso della cappella; la quota delle stalle è stata rialzata e tali ambienti sono stati adibiti a docce; sono stati costruiti i due grossi corpi di fabbrica ad oriente ed a occidente che hanno completamente trasformato l'immagine della vecchia fabbrica.
Il 3 aprile 1940 Luigi Maiuri distribuì la sua eredità ai figli. Dalla descrizione presente in questo atto notiamo come il Palazzo fosse ormai quasi completamente costruito; nella descrizione sono finalmente presenti sia il corpo orientale che quello occidentale. Il notaio si dilunga proprio nella descrizione di tali nuovi ambienti, indicando anche la destinazione d'uso che svolgevano all'interno della scuola. Ed ancora compare qui per la prima volta, la scala a due bracci di collegamento fra il primo ed il secondo piano. Manca solamente il terzo piano dell'edificio orientale il quale verrà costruito nel 1948. I Maiuri conserveranno la proprietà fino agli anni '80, quando, il 28 novembre 1985, il San Massimo fu acquistato dal Comune di Salerno.
Attualmente (2024) abbandonato, è in attesa di lavori di restauro. Solo nel 2021 sono stati eseguiti alcuni lavori di manutenzione nella facciata del Palazzo.